# Герман V Константинополски
Герман (на гръцки: Γερμανός) e гръцки духовник, вселенски патриарх в Цариград от 28 януари 1913 до 12 октомври 1918 година.

## Биография
Роден е със светското име Георгиос Кавакопулос (Γεώργιος Καβακόπουλος) в цариградския квартал Фенер на 6 декември 1835 година. Учи богословие в Богословското училище на Светия кръст в Йерусалим, в Богословската семинария в Атина и в Халкинската семинария, която завършва в 1863 година. През същата година е ръкоположен за дякон и патриарх Софроний го прави велик еклисиарх на патриаршеския храм „Свети Георги“. На 22 август 1864 година става велик архидякон.
На 12 март 1867 година е ръкоположен за коски митрополит в църквата на Божигробския метох в Цариград. Ръкополагането е извършено от митрополит Йоаникий Никейски в съслужение с митрополитите Кирил Еласонски и Софроний Нишавски. На 19 февруари 1876 година той е избран за родоски митрополит срещу епископите Константий Трикийски и Мелетий Селевкийски. На 8 февруари 1888 година той е избран за ираклийски митрополит срещу митрополитите Софроний Янински и Йоаким Пловдивски. През 1894 и 1895 година той се разболява тежко поради два случая на мозъчен кръвоизлив. През 1895 година заминава за Виена, за да се лекува. На 10 май 1897 година е избран за халкидонски митрополит. На 28 януари 1913 година е избран за вселенски патриарх. В 1918 г. има реакции от страна на миряните и духовенството срещу него, които настояват за оставката на възрастния патриарх. По време на божествената литургия на 5 октомври 1918 година в патриаршеската църква срещу него има протести. След това той е принуден да подаде оставка на 12 октомври 1918 година. Оттегля се в Халкидон при своя духовен син митрополит Григорий Халкидонски.
Умира в Халкидон на 19 декември 1920 година.